# Eduardo Gonzalo Redondo Castanera
Eduardo Gonzalo Redondo Castanera SOD  (* 18. Februar 1967 in Buenos Aires) ist ein argentinischer römisch-katholischer Geistlicher und Weihbischof in Quilmes.

## Leben
Eduardo Gonzalo Redondo Castanera trat der Priesterbruderschaft der Diözesanarbeiter des Heiligsten Herzens Jesu (Hermandad de Sacerdotes Operarios Diocesanos) bei und studierte Theologie an der Päpstlichen Katholischen Universität von Argentinien in Buenos Aires. Am 31. Juli 1998 empfing er das Sakrament der Priesterweihe für das brasilianische Bistum Santos.
Nach der Priesterweihe studierte er an der theologischen Fakultät Nossa Senhora de la Assunçao in São Paulo, wo er das Lizenziat in Dogmatik mit Schwerpunkt im Bereich Missionswissenschaft erwarb. Er war Pfarrer in São Bernardo do Campo und in verschiedenen Funktionen in der Priesterausbildung tätig. So war er Subregens des Diözesanseminars des Bistums Santos und später in der Priesterausbildung in Santiago de Cuba tätig. Im Erzbistum Santiago de Cuba war er für die Jugendseelsorge verantwortlich und arbeitete als Sekretär für die nationale Kommission für die Berufungspastoral auf Kuba. Außerdem übte er verschiedene Funktionen in der Priesterbruderschaft der Diözesanarbeiter des Heiligsten Herzens Jesu aus, deren Generalrat er angehörte. Zuletzt war er Regens des Priesterseminars im peruanischen Erzbistum Huancayo.
Am 15. Oktober 2022 ernannte ihn Papst Franziskus zum Titularbischof von Tingaria und zum Weihbischof in Quilmes. Der Bischof von Quilmes, Carlos José Tissera, spendete ihm am 17. Februar des folgenden Jahres in der Kathedrale von Quilmes die Bischofsweihe. Mitkonsekratoren waren Juan Carlos Ares, Weihbischof in Buenos Aires, Jorge Eduardo Lozano, Erzbischof von San Juan de Cuyo, und Carlos Alberto Sánchez, Erzbischof von Tucumán.